# Musta Ruokojärvi
Musta Ruokojärvi är en sjö i kommunen Puumala i landskapet Södra Savolax i Finland. Sjön ligger 87,1 meter över havet. Arean är 51 hektar och strandlinjen är 3,57 kilometer lång. Sjön  ingår i Vuoksens huvudavrinningsområde.   Den ligger omkring 65 kilometer öster om S:t Michel och omkring 230 kilometer nordöst om Helsingfors. 